# Camilo Ernesto Gómez Garrido
Camilo Ernesto Gómez Garrido (23 d'octubre de 1987) és un jugador d'escacs cubà, que té el títol de Mestre Internacional des de 2008.
A la llista d'Elo de la FIDE del setembre de 2020, hi tenia un Elo de 2479 punts, cosa que en feia el jugador número 15 (en actiu) de Cuba. El seu màxim Elo va ser de 2560 punts, a la llista de l'agost de 2016.

## Resultats destacats en competició
El juliol de 2014 fou 2n-6è (segon després del desempat) a l'Obert Vila de sitges amb 6½ punts de 9 (el campió fou Kevel Oliva). L'agost de 2014 fou segon a l'Obert de Figueres amb 7 punts de 9, a mig punt del campió Kevel Oliva.
El juliol de 2016 fou 1r-3r (tercer en el desempat) de l'Obert de Montcada amb 7 punts de 9 (el campió fou Emilio Córdova Daza). L'agost de 2016 fou segon a l'Obert de Figueres amb 6½ punts de 9 (el campió fou Emilio Córdova Daza). El setembre de 2016 fou proclamat campió del Circuit Català d'Oberts Internacionals de 2016 per davant de Kevel Oliva i Emilio Córdova.